# Amolops truongi
Amolops truongi — вид жаб родини жаб'ячих (Ranidae). Описаний у 2023 році.

## Назва
Вид названий на честь видатного зоолога з Інституту екології та біологічних ресурсів В'єтнамської академії науки і технологій, професора доктора Чионг Куанг Нгуєна, який зробив величезний внесок у вивчення герпетофауни В'єтнаму.

## Поширення
Ендемік В'єтнаму. Відомий лише з типового місцезнаходження в окрузі Мионгла (в'єт. Mường La) провінції Шонла на півночі країни.

## Опис
Тіло завдовжки 37,5–41,3 мм у самців, 61,5–62,5 мм у самиць; голова довша ніж широка; присутні зуби сошника; морда довга (SE/SVL 0,16 у самців, 0,15 у самиць); барабанна перетинка чітка, кругла (TD/ED 0,37–0,39 у самців, 0,36–0,37 у самиць); шкіра гладка; надбарабанна складка нечітка; є дорсолатеральна складка; за життя спинка світло-сіра з нечіткими зеленуватими крапками або зеленуватими плямами; голова і тіло з неправильною дорзолатеральною коричневою смугою; дорсальна поверхня передніх і задніх кінцівок світло-сіра з коричневими поперечинами, темніша на задніх кінцівках; горло, груди та живіт білі; голосовий мішок жовтуватий.